# Ярлово
Я́рлово (болг. Ярлово) — село в Софійській області Болгарії. Входить до складу общини Самоков.

## Населення
За даними перепису населення 2011 року у селі проживали 410 осіб, з них 407 осіб (99,8%) — болгари.
Розподіл населення за віком у 2011 році:
Динаміка населення: